# Zapp II
Albums de Zapp
Zapp
(1980) Zapp III
(1983)
Singles
1. Dance Floor
Sortie : 1982
2. Doo Wa Ditty (Blow That Thing)
Sortie : 1982

Zapp II est le deuxième album studio de Zapp, sorti le 14 octobre 1982.
L'album s'est classé 2e au Top R&B/Hip-Hop Albums et 25e au Billboard 200.

## Liste des titres
| No | Titre                          | Durée |
| -- | ------------------------------ | ----- |
| 1. | Dance Floor                    | 11:09 |
| 2. | Playin' Kinda Ruff             | 6:48  |
| 3. | Doo Wa Ditty (Blow That Thing) | 4:58  |
| 4. | Do You Really Want an Answer?  | 6:36  |
| 5. | Come On                        | 5:11  |
| 6. | A Touch of Jazz                | 6:10  |